# Candidatura de Munique para os Jogos Olímpicos de Inverno de 2018
A candidatura da cidade de Munique a sede dos Jogos Olímpicos e Paraolímpicos de Inverno de 2018 foi oficializada em 15 de outubro de 2009 pelo Comitê Olímpico Internacional, após escolha interna da Federação Alemã de Esportes Olímpicos.
O projeto alemão prevê a realização dos Jogos em três centros: a cidade de Munique receberia os esportes de gelo em instalações provisórias e permanentes na região do Parque Olímpico, construído para os Jogos de Verão de 1972. Garmisch-Partenkirchen, sede dos Jogos de Inverno de 1936, receberia os esportes de neve. Os de pista aconteceriam na recém-reformada pista de Schönau am Königsee.
Com apoio de todos os níveis de governo, os Jogos foram orçados em 1,074 bilhão de dólares. A infraestrutura da cidade foi considerada boa e mais que suficiente para a realização do evento, com uma oferta de 58 700 leitos de hotel e mais de mil quilômetros de corredores de transporte público. O Aeroporto de Munique, o principal dos Jogos, é considerado o melhor da Europa. A segurança seria provida por mais de 36 mil policiais, auxiliados por uma grande rede de entidades de apoio e uma estrutura básica já utilizada com sucesso na Copa do Mundo FIFA de 2006.
Em junho de 2010 a cidade foi anunciada oficialmente como candidata a sede dos Jogos, ao lado de Annecy e PyeongChang. Se for eleita, será a primeira cidade do mundo a sediar Jogos Olímpicos de Verão e de Inverno (Munique também foi sede em 1972).
A fase da candidatura contará com um relatório mais detalhado e a visita da Comissão Avaliadora à cidade, ainda sem data definida. Nas primeiras semanas desta fase o comitê de Munique começou a enfrentar uma grave oposição de fazendeiros da região de Garmisch-Partenkirchen, que não aceitam ceder suas terras para a realização dos Jogos.
A votação que escolherá a cidade-sede dos Jogos Olímpicos e Paraolímpicos de Inverno de 2018 ocorrerá durante a 123ª Sessão do Comitê Olímpico Internacional, em Durban, África do Sul, em junho de 2011.

## Escolha interna

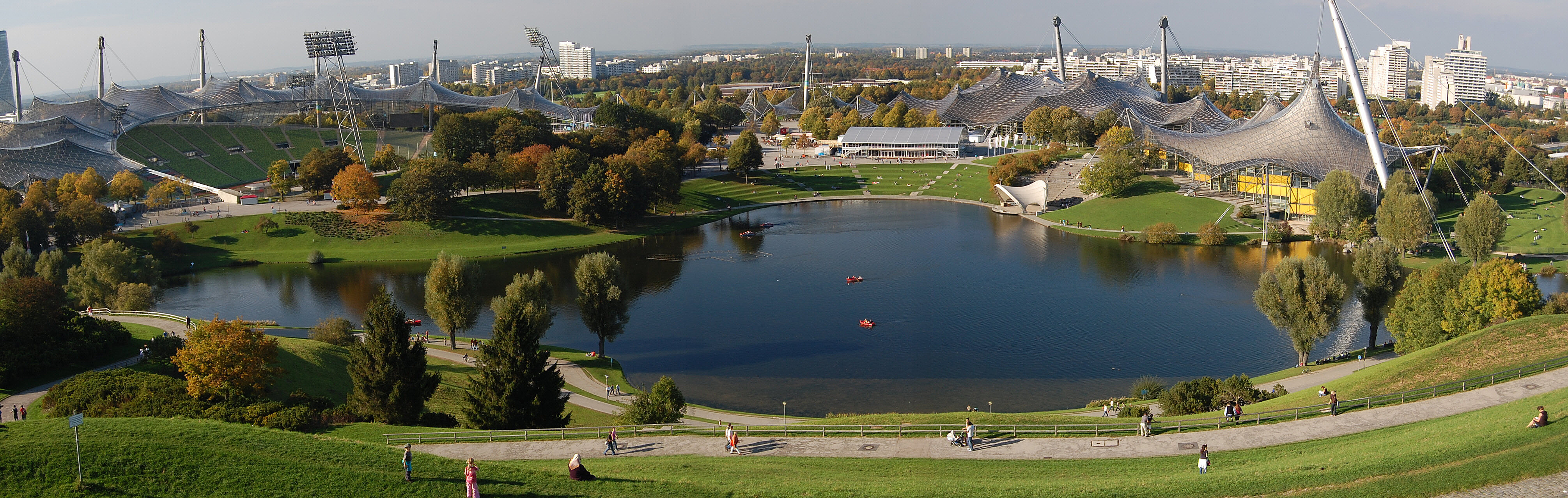
Parque Olímpico de Munique, construído para os Jogos Olímpicos de Verão de 1972.

A cidade de Munique começou a ser cogitada como candidata aos Jogos de 2018 em 2007. Na época, a Federação Alemã de Esportes Olímpicos (DOSB, na sigla em alemão) anunciou que, se Salzburgo, na Áustria, perdesse a eleição da cidade-sede dos Jogos Olímpicos de Inverno de 2014, a Alemanha teria chances de concorrer para a edição seguinte, e Munique seria a melhor opção (Munique fica a 115 quilômetros de distância de Salzburgo, o que inviabilizaria a realização de edições consecutivas dos Jogos nas duas cidades).
Consumada a derrota de Salzburgo para Sóchi, na Rússia, Munique começou a preparar sua candidatura em agosto, e logo recebeu elogios do Comitê Olímpico nacional e da federação nacional de esqui. Em novembro de 2007, o projeto foi aprovado pela Câmara de Vereadores e seguiu para discussão no DOSB.
Com a iminente aprovação do projeto de Munique, a cidade de Hamburgo, que cogitava pleitear uma candidatura olímpica, adiou as discussões a respeito até o processo para 2030 (a menos que Munique não seja a sede de 2018, ocasião em que Hamburgo pode se candidatar para 2022). A decisão, tomada pelo prefeito Ole von Beust, foi criticada por especialistas e considerada um "tapa na cara" dos entusiastas da candidatura da cidade. Alheios à polêmica, os membros da Federação Alemã de Esportes Olímpicos reuniram-se em 8 de dezembro de 2007, aprovando por unanimidade a escolha de Munique como candidata da Alemanha a sede dos Jogos Olímpicos de Inverno de 2018. O anúncio foi recebido com entusiasmo pelo presidente do Comitê Olímpico Internacional Jacques Rogge, que considerou a candidatura "forte". Segundo Rogge, a Alemanha aprendeu com as derrotas de Berlim e Leipzig nos processos para os Jogos de Verão de 2000 e 2012 e fortaleceu seu projeto.
O logotipo da candidatura foi escolhido em votação popular via internet. Cinquenta mil pessoas participaram do processo e, das três opções disponíveis, a escolhida foi um "M" estilizado, referência às montanhas da Baviera e aos toldos do Parque Olímpico de Munique.

## O projeto inicial

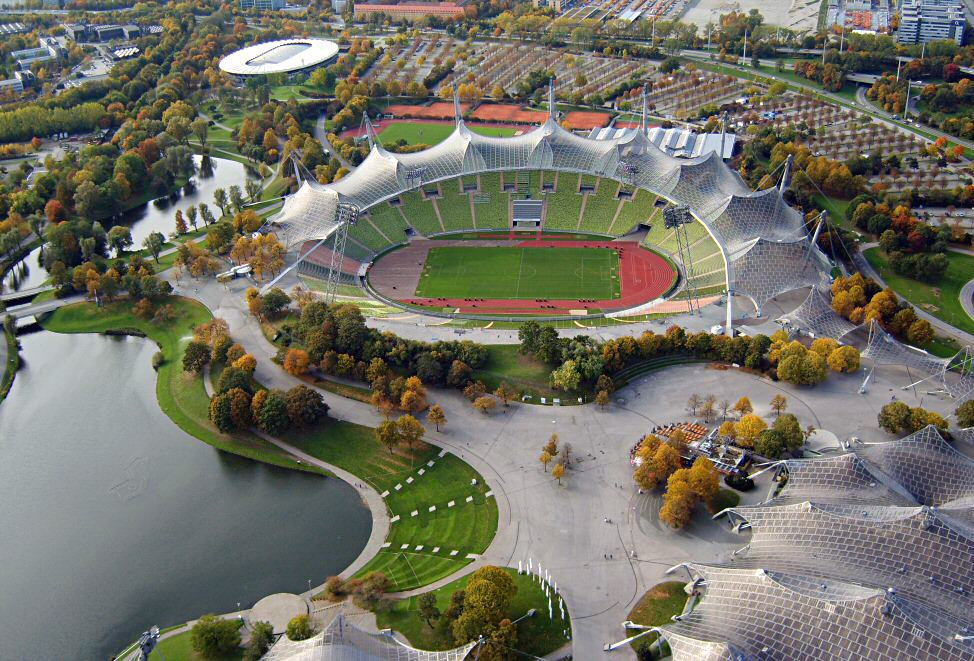
Estádio Olímpico de Munique.

O Comitê Olímpico Internacional anunciou em 14 de setembro de 2007 as cidades postulantes a sede dos Jogos Olímpicos de Inverno de 2018. Munique concorreria com Annecy, da França, e PyeongChang, da Coreia do Sul. As cidades candidatas tinham até 15 de março de 2010 para responder ao questionário do COI. A partir das respostas, seriam definidas as cidades candidatas. Com quase sessenta páginas, o relatório de Munique foi composto por dez capítulos, segundo determinação do COI: Motivação, conceito e legado; Apoio político; Finanças; Esportes e Locais de Competição; Acomodações; Transporte; Segurança; Meio ambiente e Meteorologia; Estatísticas; Apêndice (mapas e tabelas).

### Conceito geral
O projeto de Munique é sediar os Jogos Olímpicos entre 9 e 25 de fevereiro e os Jogos Paraolímpicos entre 9 e 18 de março, períodos escolhidos em virtude das condições climáticas, do calendário de eventos internacionais das modalidades e por coincidirem com as férias escolares, acarretando uma diminuição natural na demanda por transporte público. A candidatura possui três motivações: realizar uma festa brilhante para os melhores atletas de inverno do mundo, atrair os jovens através de uma celebração do esporte e da cultura e inovar na organização de Jogos sustentáveis, criando um legado para as gerações futuras.
A candidatura alemã tem como conceito central a realização dos Jogos em dois Parques Olímpicos, um em Munique e outro em Garmisch-Partenkirchen, a cerca de 80 quilômetros de distância. No Parque de Munique, construído para os Jogos Olímpicos de Verão de 1972 e chamado no projeto de "Parque de Gelo", estarão localizados o Estádio Olímpico de Munique, local das cerimônias de abertura e encerramento, e cinco locais de competição, além da Vila Olímpica, da Vila de Mídia, do Centro Internacional de Radiodifusão, do Centro Principal de Imprensa e da Praça das Medalhas. No "Parque de Neve", localizado em Garmisch-Partenkirchen, sede dos Jogos Olímpicos de Inverno de 1936, ficarão nove locais de competição, além da Vila de Neve, da Vila de Mídia e um Centro de Imprensa. O conceito de "parque" proporciona uma conveniência maior para espectadores, atletas e dirigentes, em virtude da proximidade das instalações. A cidade de Schönau am Königsee receberá os três esportes de pista, aproveitando a reforma da pista local para o Campeonato Mundial de Bobsleigh e Skeleton de 2011.

### Apoio público e Finanças

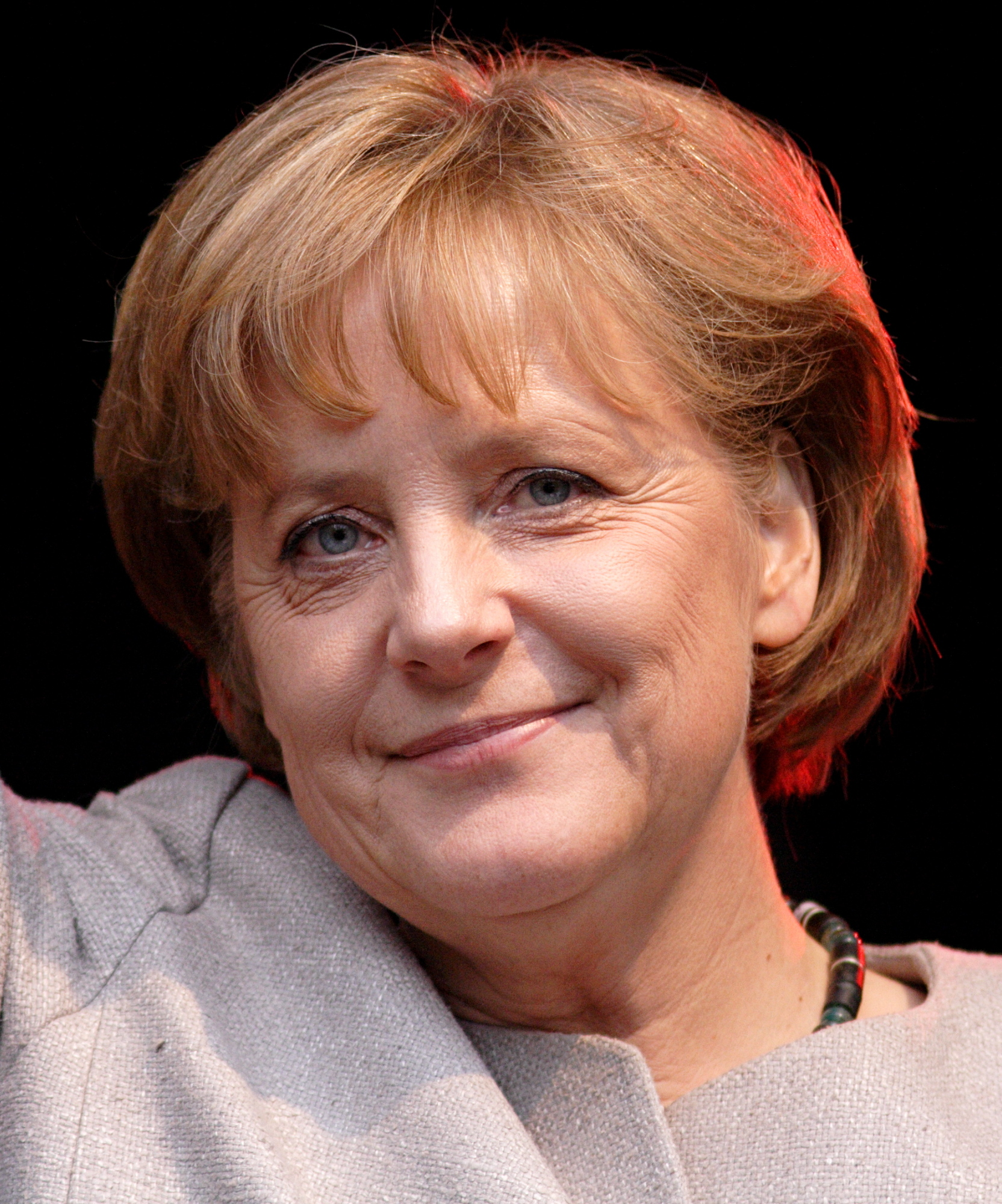
Angela Merkel, chanceler da Alemanha, assina a declaração de abertura da seção Apoio Governamental, Aspectos Legais e Opinião Pública do relatório.

Segundo o relatório, a candidatura possui apoio de todas as esferas governamentais, e é considerada uma prioridade do Governo Federal da Alemanha. Em duas pesquisas populares realizadas, o nível de aprovação do projeto entre os moradores de Munique é superior a 75%. Em relação aos aspectos legais, o documento garante que não há na legislação alemã qualquer impedimento para a realização dos Jogos. O projeto Munique 2018 está orçado em 1,074 bilhão de dólares, um valor considerado conservador, razoável e exequível. Deste total, 559 milhões de dólares virão de patrocínios e 229 milhões de venda de ingressos.

### Locais de competição
O relatório inicia esta seção lembrando a grande experiência alemã na realização de eventos esportivos, como a Copa do Mundo FIFA de 2006 e o Campeonato Mundial de Atletismo de 2009, e o interesse que a população do país possui pelos esportes olímpicos de inverno. O projeto prevê a realização dos Jogos em quinze instalações, sendo oito já existentes, três novas e quatro temporárias. No Parque de Gelo de Munique, cinco instalações, além do Estádio Olímpico, serão utilizadas. O Parque Aquático dos Jogos de 1972 será temporariamente adaptado para o curling, e a Arena Olímpica será usada pela patinação de velocidade em pista curta e pela patinação artística. O hóquei no gelo será disputado em duas arenas. Uma delas será construída no local do antigo velódromo do Parque. A patinação de velocidade também acontecerá no Parque, num ginásio temporário que, após os Jogos, será desmontado e adaptado para outros eventos em outros locais. No Parque de Neve de Garmisch-Partenkirchen, nove instalações seriam usadas. O Campeonato Mundial de Esqui Alpino de 2011 dará à região duas novas instalações, que fazem parte do projeto olímpico: Kandahar, sede dos eventos de velocidade do esqui alpino, e Hausberg, sede do snowboard e de eventos do esqui estilo livre. O Estádio de Esqui de Garmisch-Partenkirchen receberá competições do esqui estilo livre, do esqui alpino (slalom), além do combinado nórdico e do salto de esqui. Já o Centro Nórdico de Oberammergau sediaria o biatlo e o esqui cross-country (em julho de 2010 a cidade saiu dos planos da candidatura, sendo substituída por Ohlstadt). Por questões ambientais e financeiras, os esportes de pista (luge, bobsleigh e skeleton) serão disputados na cidade de Schönau am Königsee, numa pista totalmente reformada para o Mundial de Bobsleigh e Skeleton de 2011. Esta é a primeira pista refrigerada artificialmente no mundo.

### Acomodação
Segundo a candidatura, a oferta de leitos de hotel na região dos Jogos é de 58.700, sendo 35.900 em hotéis de três a cinco estrelas. Esses números superam com folga a quantidade mínima exigida pelo COI, não sendo necessário construir nenhum novo hotel além dos que serão construídos independentemente dos Jogos. Há ainda quinze mil leitos localizados a menos de uma hora de Munique e a menos de meia hora de Garmisch-Partenkirchen e do Königssee Sliding Centre. O comitê de candidatura ainda recomenda dois hotéis de luxo para a Família Olímpica e para a realização da 130ª Sessão do COI. Para os jornalistas credenciados serão ofertados dez mil leitos, distribuídos em hotéis e duas Vilas de Mídia em Munique, uma em Garmisch-Partenkirchen e um hotel em Königsee. Destes, 5.200 usarão estruturas modulares, desmontadas após os Jogos.

### Transporte
Munique, segundo o relatório, é uma das cidades mais movimentadas da Europa e possui boa integração com outras grandes cidades da Alemanha e do continente. Seus 442 quilômetros de trem de subúrbio, 93 km de metrô, 71 km de trilhos de bonde e 464 km de corredores de ônibus fornecem fácil acesso à região metropolitana aos 5,5 milhões de habitantes. Sete autoestradas e dois anéis viários garantem a fluência do tráfego de automóveis. Esse conjunto de condições faz com que não sejam necessárias grandes intervenções no trânsito de Munique para a realização dos Jogos. Entre a sede principal e as subsedes, o deslocamento será feito principalmente pela Bundesautobahn 95 entre Munique e Garmisch-Partenkirchen e pela Bundesautobahn 8 entre Munique e Königsee. Apesar da infraestrutura já existente, o governo da Alemanha planeja melhorar os sistemas de trânsito e transporte, mas as obras previstas independem da realização dos Jogos.
O aeroporto principal oferecido para os Jogos é o Aeroporto de Munique-Franz Josef Strauss, eleito em 2010 o melhor da Europa e o quarto melhor do mundo em pesquisa da empresa de consultoria Skytrax. Para auxiliar o trânsito entre as sedes, são oferecidos os aeroportos de Innsbruck e Salzburgo, ambos na Áustria, porém mais próximos de Garmisch-Partenkirchen e de Königsee que o de Munique.

### Segurança

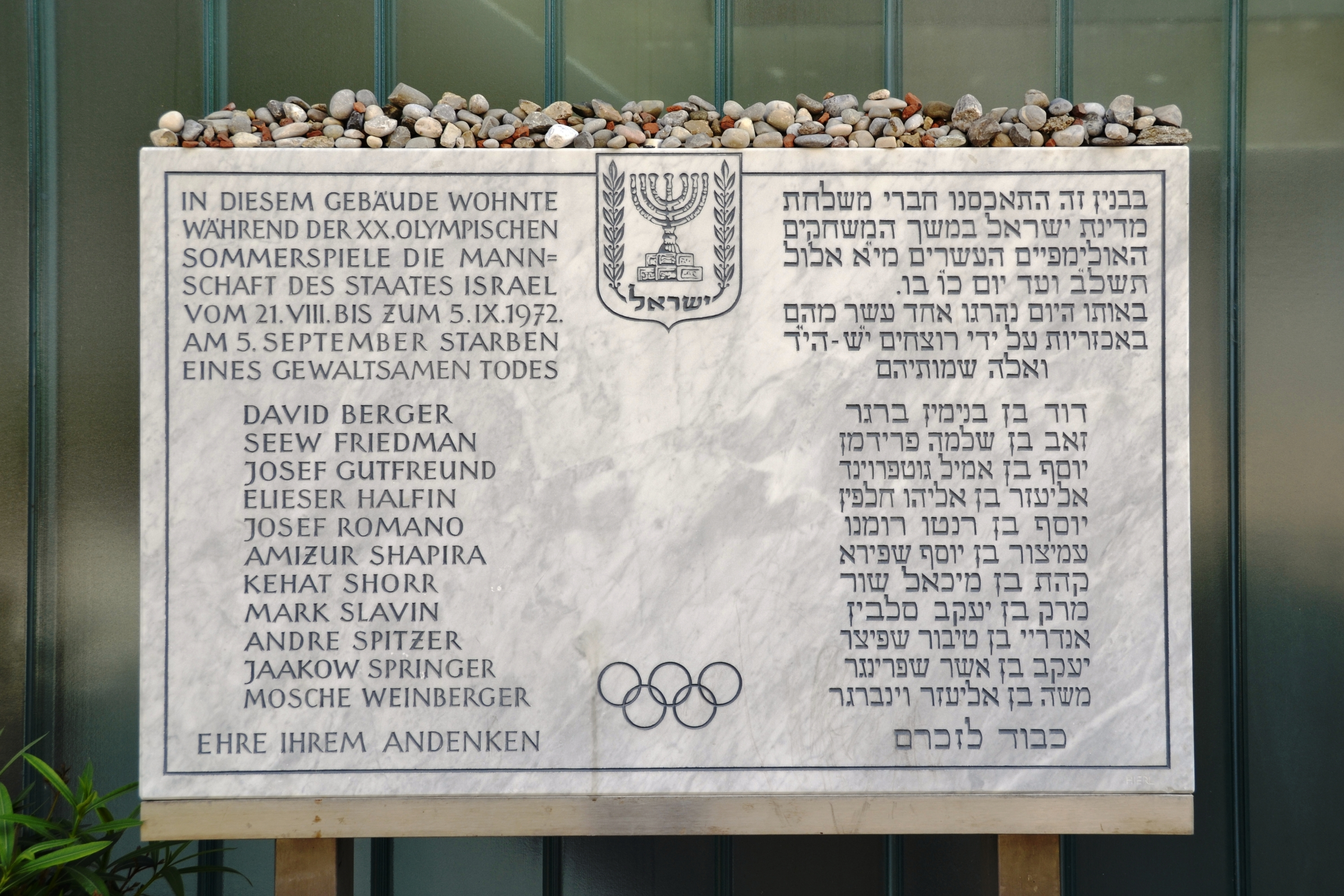
Memorial em homenagem às vítimas do Massacre de Munique.

A autoridade máxima responsável pela segurança dos Jogos será o Ministério do Interior da Alemanha, seguindo um plano federal usado em todos os eventos globais realizados no país. A estrutura básica da segurança será a mesma utilizada com sucesso na Copa do Mundo FIFA de 2006. Após o Massacre de Munique, em que onze atletas de Israel foram mortos numa invasão do grupo terrorista Setembro Negro à Vila Olímpica dos Jogos de 1972, realizados justamente em Munique, nenhum incidente grave foi registrado em eventos esportivos na Alemanha.
Mais de 36 mil soldados formam a força policial da Baviera. Além destes, também poderão atuar nos Jogos a Polícia Federal alemã e uma grande rede de entidades, como Bombeiros, Forças Armadas, médicos e organizações humanitárias. Também colaborará para o sucesso da segurança dos Jogos uma cadeia de comando única e centralizada.

### Meio ambiente e Meteorologia
O relatório de candidatura afirma que a beleza da Baviera é um tesouro natural da Alemanha. Diversas medidas foram tomadas nos últimos anos para garantir a qualidade do meio ambiente da região. Como resultado, o tráfego de automóveis diminuiu 40%, o volume de lixo produzido foi reduzido de 1,2 milhão de toneladas para 500 mil toneladas e todas as casas terão fontes renováveis de energia até 2015. Para os Jogos de 2018, oito estratégias serão adotadas, entre elas: neutralizar a emissão de poluentes, utilizar transporte público com combustível limpo, usar pequenas áreas para o desenvolvimento do evento e promover programas educacionais.
Como se trata de um evento que necessita de condições climáticas específicas para ser realizado, a meteorologia exerce um papel importante no processo de eleição da cidade-sede. Em Garmisch-Partenkirchen, sede dos esportes de neve, a temperatura média noturna para o período proposto é de 0 ºC, com volume de neve de 28,7 cm, nível constante nos últimos dez anos. Também não há quantidades significantes de vento e neblina na região.

### Apêndices
A seção final do relatório traz mapas e tabelas com outras informações importantes para a escolha de uma cidade-sede. Na tabela "Experiência esportiva", por exemplo, são listados os últimos eventos esportivos realizados em Munique, Garmisch-Partenkirchen e Königsee (entre eles, Campeonato da Europa de Atletismo de 2002,  Campeonato Mundial de Remo de 2007 e Copa do Mundo de Bobsleigh e Skeleton de 2009, além de uma etapa da Copa do Mundo de Esqui Alpino, realizada anualmente), em outras regiões da Alemanha (como o Campeonato Mundial de Atletismo de 2009 em Berlim, o Campeonato Mundial de Ginástica Artística de 2007 em Stuttgart, a Copa do Mundo FIFA de 2006 em doze cidades e o Campeonato Mundial de Handebol de 2007 em onze cidades), além dos eventos que seriam realizados após a publicação do relatório, como a Copa do Mundo de Futebol Feminino, o Campeonato Mundial de Bobsleigh e Skeleton e o Campeonato Mundial de Esqui Alpino, todos em 2011. Outras tabelas informam a atual situação das instalações esportivas planejadas para sediar os Jogos e detalham a infraestrutura de acomodações e transportes e a meteorologia da região.

## Primeira avaliação do Comitê Olímpico Internacional
O resultado da avaliação do Grupo de Trabalho, designado para analisar os relatórios das três cidades postulantes, foi finalizado em março de 2010 e serviu de base para a escolha do Comitê Executivo do COI em junho. O Grupo de Trabalho estabeleceu pesos para os onze critérios de avaliação, levando em conta a quantidade de informações solicitadas às cidades postulantes e a capacidade delas de atingir as metas no período de tempo determinado. Critérios matemáticos foram usados para definir a nota de cada cidade em cada item de avaliação.
Munique recebeu a maior nota máxima entre as candidatas em oito dos onze quesitos, chegando a uma nota dez em Experiências anteriores (assim como Annecy). Apenas em Transportes, Apoio político e social e Vila Olímpica a cidade alemã não teve a maior nota. Por outro lado, o quesito Infraestrutura geral deu a Munique a maior vantagem sobre PyeongChang (um ponto). No quesito Conceito geral, em que os membros do Comitê Executivo do COI fizeram um resumo das propostas iniciais, Munique e PyeongChang receberam as mesmas notas (8,0 a 9,0), o que revelou uma intensa disputa entre as concorrentes alemã e sul-coreana. Na conclusão do relatório, o Grupo de Trabalho elogiou as candidaturas de Munique e PyeongChang, e fez considerações a respeito da candidatura de Annecy. Apesar das críticas, nenhuma cidade foi eliminada do processo.
O relatório foi recebido com euforia pelo comitê de candidatura de Munique. O seu CEO, Willy Bogner, afirmou que o grupo ficou encantado com o resultado da primeira fase e que irá trabalhar ainda mais para manter o entusiasmo que a candidatura provocou. Bogner também parabenizou as outras cidades, a quem chamou de "amigas e concorrentes".

## A fase de candidatura
Dias após a confirmação de Munique como cidade candidata a sede dos Jogos Olímpicos de Inverno de 2018, uma nova composição do seu Comitê de Candidatura foi anunciada. O orçamento para a candidatura foi revisto e aumentado para 33 milhões de euros e a campanha recebeu o apoio da empresa aérea Lufthansa, que batizou um de seus aviões com o nome da cidade candidata.
Entretanto, alguns problemas surgiram logo no início da fase de candidatura. Primeiro, a sede do biatlo e do esqui cross-country foi mudada de Oberammergau para Ohlstadt, após protestos de moradores e proprietários de terra da região. Em seguida, novos protestos, desta vez em Garmisch-Partenkirchen, causou um bloqueio na candidatura, ainda sem solução. Em 20 de julho, o Comitê Munique 2018 divulgou um documento em que desqualifica dezoito objeções de diversos tipos feitas à candidatura e promete maior transparência no processo. O relatório admite, entretanto, o entrave com os moradores da região de Garmisch-Partenkirchen.
Apesar dos problemas, uma pesquisa da revista Monocle que deu a Munique o título de melhor cidade do mundo para viver impulsionou a candidatura.

## Polêmicas

### Protestos de moradores de Garmisch-Partenkirchen
Logo após a confirmação de Munique como cidade candidata, o comitê Munique 2018 começou a sofrer com protestos de fazendeiros de Garmisch-Partenkirchen. O impasse se dá porque apenas dois dos oitenta fazendeiros da região em que se pretende construir instalações para os Jogos aceitaram ceder seus terrenos para os organizadores do evento. Josef Glatz, chefe da Associação de Pastores de Garmisch, acusou os dirigentes de simplesmente assumirem que os terrenos lhes pertenciam e ignorarem qualquer advertência do contrário, o que provocou revolta dos locais. Reuniões entre o primeiro-ministro da Baviera Horst Seehofer e os fazendeiros são aguardadas para tentar resolver o impasse.